# Гірчак (гриб)
Гірчак (Tylopilus felleus (Bull. ex Fr.) Karst., Boletus felleus Bull. ex Fr.) — неїстівний гриб родини болетових. Схожий на Білий гриб, тільки у гірчака рожеві спори, ніжка темніша і м'якуш гіркий. Існує різновидність цього гриба з приємним на смак м'якушем — гірчак жовтуватий (F. felleus var. alutarius Fr.), який росте на лісових галявинах, відрізняється від гірчака світлішою шапинкою і майже гладенькою ніжкою.

## Будова
Шапинка 5—10(15) см у діаметрі, напівкуляста, згодом опукло- або подушкоподібнорозпростерта, буро- або оливково-коричнева, іноді з слабким червонуватим відтінком, дуже тонковолокнисто-повстиста, з часом гола, суха, у вологу погоду клейкувата. Шкірка не знімається. Пори спочатку білі, згодом рожевіють, брудно- або буро-рожеві, іноді лілувато-рожеві, пізніше рожево-коричневі. Спори рожевуваті, 10—15(18) Х 3(45) мкм. Ніжка 5—10(16) Х 2—4(5) см, щільна, жовтувато-коричнювата, з чіткою чорною сіткою. М'якуш білий, при розрізуванні на повітрі рожевіє, дуже гіркий, з приємним запахом.

## Поширення та середовище існування
В Україні поширений на Поліссі та в Лісостепу. Росте у хвойних лісах у червні — жовтні. 

## Практичне використання
Неїстівний гриб, але і не отруйний, містить лікарські речовини. Дуже подібний до білого гриба, від якого відрізняється гірким смаком м'якуша, рожевуватими порами та наявністю чорної сітки на ніжці. Можна зіпсувати страву з білих грибів, якщо серед них потрапить хоч один гірчак. Втім, цілком може споживатися тими, кого не сильно турбує гіркий смак. Існує різновидність цього гриба з приємним на смак м'якушем — гірчак жовтуватий (F. felleus var. alutarius Fr.), який росте на лісових галявинах, відрізняється від гірчака світлішою шапинкою і майже гладенькою ніжкою.